# Tiohärads lagsaga

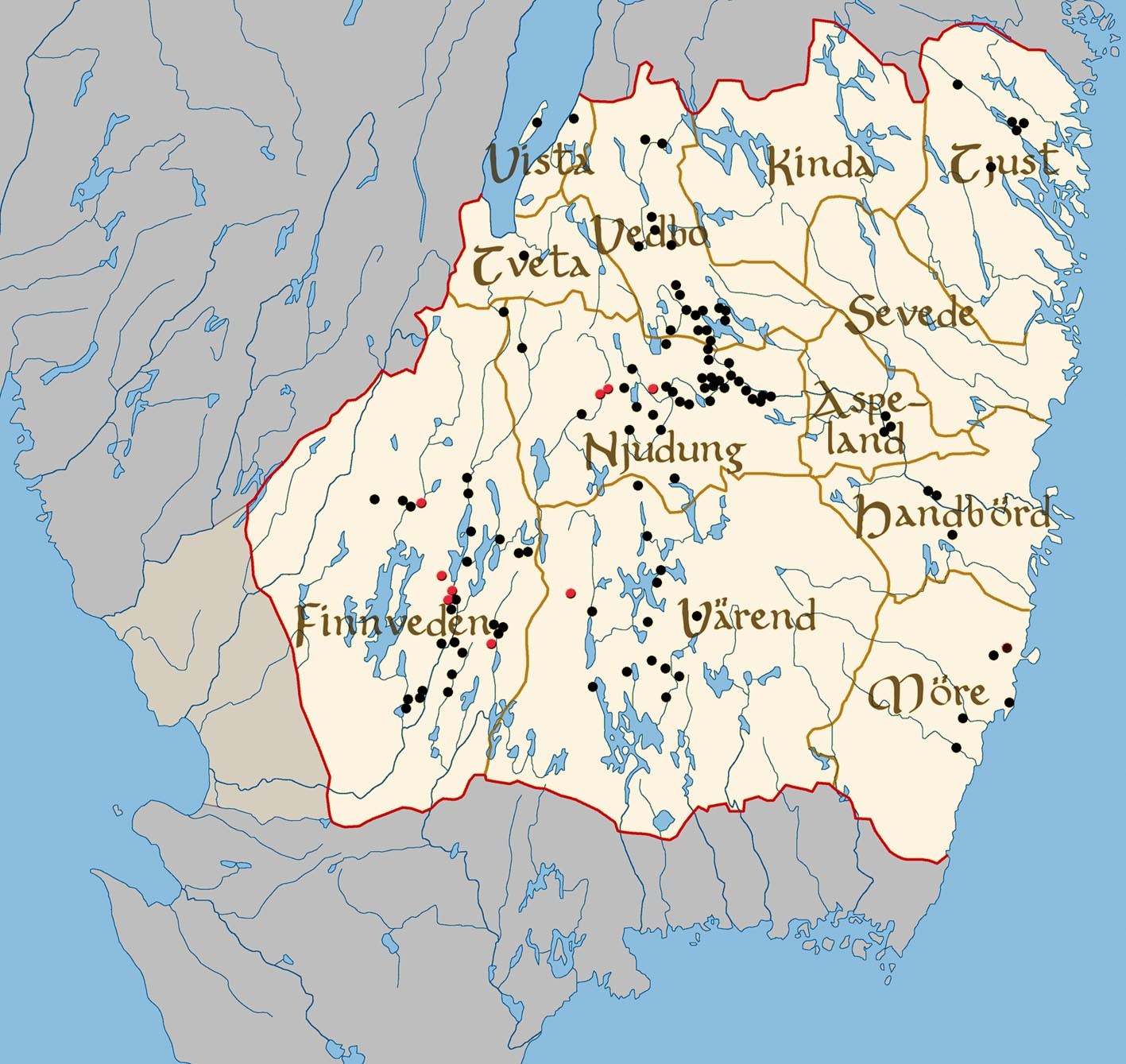
Karta över Småland (under medeltid).

Tiohärads lagsaga kallades länge Värends lagsaga och var en medeltida lagsaga som omfattade sydvästra och mellersta delarna av Småland, från den dåvarande danska gränsen upp till Småländska höglandet söder om Vättern, varifrån Lagan och Emån flyter ner till Kattegatt respektive Östersjön. Lagsagan omtalas från slutet av 1100-talet.
Lagsagan inneslöt de tre "små landen"  Finnveden, med Västbo, Östbo och Sunnerbo härad; Värend, med Allbo, Kinnevalds, Norrvidinge, Uppvidinge och Konga härad; samt Njudung, med Västra härad och Östra härad, sammanlagt tio härader, därav lagsagans namn. 
Lagsagan, efter huvudlandet länge kallat Värends, stundom även Smålands, hade sin egen lagbok, Smålandslagen, (varav numera endast kyrkobalken finns kvar) sannolikt ända in i senare halvan av 1300-talet, då den ersattes av den allmänna landslagen. 
1718–1719 var lagsagan ersatt av Kronobergs läns lagsaga och Jönköpings läns lagsaga (som också inkluderade områden som ingått i Kalmar läns och Ölands lagsaga).
Lagsagan avskaffades med övriga lagsagor 31 december 1849.

## Lagmän
- 1180: Nils (omkring)
- 1266–1268: Karl Ingeborgasson (Lejonbalk)
- 1273–1283: Folke Karlsson (Lejonbalk)[1]
- 1286–1299: Nils Sigridsson (Natt och Dag)
- 1301–1304: Magnus Karlsson (Lejonbalk)
- 1313–1315: Ture Kettilsson (Bielke)
- 1319–1321: Tuke Jonsson (Läma)
- 1328: Erik Turesson den äldre (Bielke)
- 1336: Gustaf Nilsson (Bielke)
- 1337: Sune Jonsson (Båt)
- 1341: Gustaf Nilsson (Bielke)
- 1347: Ulf Abjörnsson (Sparre av Tofta)
- 1348–1356: Nils Turesson (Bielke)
- 1381–1382: Birger Ulfsson
- 1400–1426: Karl Magnusson (Oxpanna)
- 1426-1453: Arvid Svan
- 1453–1457: Erik Eriksson (Gyllenstierna) den äldre
- 1468–1475: Erik Eriksson (Gyllenstierna) den äldre
- 1460–1461: Gustaf Larsson (Snedbjälke av Ed)
- 1475–1497: Arvid Knutsson (Drake af Intorp)
- 1499–1505: Arvid Trolle
- 1508–1515: Bengt Abjörnsson (Liljesparre)
- 1520: Bengt Gylta
- 1523: Tord Bonde
- 1528–1529: Ture Arvidsson Trolle
- 1533–1537: Jöns Larsson (Bölja från Västbo)
- 1541–1547: Måns Pedersson (Stierna)
- 1548–1559: Axel Eriksson (Bielke)
- 1559–1561: Sten Eriksson (Leijonhufvud)
- 1564–1565: Arvid Trolle
- 1565–1568: Erik Karlsson Gyllenstierna
- 1568–1601: Nils Gyllenstierna
- 1602–1604: Peder Ribbing
- 1605–1612: Erik Ribbing
- 1613–1628: Gustav Eriksson (Stenbock)
- 1630–1632: Johan Eriksson Sparre
- 1634–1650: Carl Carlsson Gyllenhielm
- 1650–1652: Fredrik Stenbock
- 1652–1656: Gustaf Adolf Lewenhaupt
- 1657: Erik Gyllenstierna
- 1657–1679: Axel Sparre
- 1679–1680: Henrik Horn af Marienborg
- 1680–1682: Augustin Leijonsköld
- 1682–1695: Harald Strömfelt
- 1695–1708: Johan Tungel
- 1708–1718: Gabriel Gyllengrip
- 1719–1729: Johan Palmfelt
- 1729–1736: Nils Stedt
- 1737–1740: Carl Bonde
- 1740–1741: Carl Gustaf Silverskiöld
- 1741–1743: Erik Germund Cederhielm
- 1744–1747: Gustaf Fredrik Rothlieb
- 1747–1758: Gustaf Leonard Stenbock
- 1759–1773: Georg Adolf Rutensköld
- 1773–1776: Salomon von Otter
- 1776–1783: Carl Gustaf Spens
- 1783–1795: Arvid Erik Posse
- 1795–1807: Jonas Stockenberg
- 1807–1817: Fredrik Jakob Funck
- 1817–1849: Carl Arvid von Otter